# Mihanići
Mihanići, anticamente in italiano Mianici, è una frazione del comune croato di Canali.